# Zona desmilitarizada
En terminología militar, una zona desmilitarizada o zona neutral es un territorio en el que tratados o acuerdos bilaterales o multilaterales, poderes militares o grupos contendientes prohíben instalaciones, actividades o personal militar. Las zonas desmilitarizadas a menudo se encuentran a lo largo de una frontera establecida entre dos o más potencias militares (o alianzas). Una zona desmilitarizada a veces puede formar una frontera internacional de facto, como el paralelo 38 entre Corea del Norte y Corea del Sur. Otros ejemplos de zonas desmilitarizadas son una franja de 190 kilómetros de ancho entre Irak y Kuwait, la Antártida (preservada para la exploración científica y el estudio) y el espacio exterior (espacio a más de 100 km de la superficie de la Tierra).
Muchas zonas desmilitarizadas se consideran territorio neutral porque ninguna de las partes puede controlarlo, incluso para la administración no combatiente. Algunas zonas permanecen desmilitarizadas después de haberse realizado un acuerdo adjudicándole el control completo a un Estado, el cual renunció a su derecho a establecer cualquier fuerza o instalación militar allí. También es posible que las partes hayan acordado la desmilitarización de una zona sin resolver formalmente sus reivindicaciones reclamaciones territoriales, permitiendo que la disputa se resuelva por medios pacíficos como el diálogo diplomático o un tribunal internacional.
Varias zonas desmilitarizadas también se han convertido involuntariamente en reservas de vida silvestre porque sus tierras no son seguras para la construcción o están menos expuestas a perturbaciones humanas (incluida la caza). Algunos ejemplos son la zona desmilitarizada de Corea, la zona desmilitarizada chipriota (la Línea Verde) y la antigua zona desmilitarizada de Vietnam que dividió Vietnam en dos países (Vietnam del Norte y Vietnam del Sur) del 21 de julio de 1954 al 2 de julio de 1976.

## Zonas desmilitarizadas vigentes
- Islas del Egeo: Las islas griegas de Quíos, Icaria, Lesbos y Samos están parcialmente desmilitarizadas de acuerdo con el tratado de Lausana de julio de 1923 después de la guerra greco-turca. El tratado prohíbe todas las fortificaciones y bases navales y estipula que las fuerzas militares en las islas "se limitarán al contingente normal llamado para el servicio militar".[2]
- Isla Martín García: La isla es un exclave argentino rodeado de las aguas uruguayas del Río de la Plata, según el Artículo 45 del Tratado del Río de la Plata de 1973 “La Isla Martín García será destinada exclusivamente a reserva natural para la conservación y preservación de la fauna y flora autóctonas, bajo jurisdicción de la República Argentina”
- Islas Åland: La Convención de Åland de 1921, que se concluyó tras una decisión de la Sociedad de Naciones en respuesta a la crisis de Åland, exige que el gobierno finlandés mantenga el territorio como zona desmilitarizada.
- Antártida: El Tratado Antártico prohíbe la actividad militar en la Antártida, como "el establecimiento de bases militares y fortificaciones, la realización de maniobras militares, así como la prueba de cualquier tipo de arma". No obstante, el tratado prevé el "uso de personal o equipo militar para la investigación científica o para cualquier otro propósito pacífico".[3]
- Valla de Ceuta y valla de Melilla: Existe una zona desmilitarizada de facto entre los territorios españoles de Ceuta y Melilla y Marruecos. Las vallas perimetrales alrededor de ambas ciudades han sido construidas por las autoridades españolas y marroquíes, creando una zona desmilitarizada entre las vallas españolas y marroquíes.[cita requerida]
- Zona de Seguridad del Valle de Dniéster: Creada por el acuerdo de alto el fuego que pone fin a la guerra de Transnistria, la misión de mantenimiento de la paz de la Comisión Mixta de Control supervisa una zona desmilitarizada que describe aproximadamente el Dniéster entre Moldavia y Transnistria.
- Zona de seguridad terrestre: Se creó una zona desmilitarizada de 5 kilómetros de ancho entre Serbia y Kosovo en virtud del Acuerdo de Kumanovo tras la guerra de Kosovo.
- Zona desmilitarizada de Idlib: Un área desmilitarizada de 15 km, creada por acuerdo entre el gobierno ruso y turco, dividiendo el último gran bastión de los rebeldes sirios de la zona controlada por el gobierno sirio en medio de la guerra civil siria.[4]
- Zona desmilitarizada de Corea: El Acuerdo de Armisticio creó una zona desmilitarizada de 4 km de ancho entre Corea del Norte y Corea del Sur después de la guerra de Corea.[5] Actualmente es una de las zonas más militarizadas del mundo a pesar del nombre.[6]
- Barrera Kuwait-Irak: El Consejo de Seguridad de las Naciones Unidas aprobó la creación de una zona desmilitarizada entre Irak y Kuwait en la Resolución 689 después de la guerra del Golfo. Aunque la zona desmilitarizada ya no está ordenada por el consejo, sigue existiendo.
- Templo Preah Vihear: La Corte Internacional de Justicia había ordenado la creación de una "zona desmilitarizada provisional" alrededor del templo cuya propiedad es reclamada tanto por Camboya como por Tailandia.[7]
- Península del Sinaí: El tratado de paz egipcio-israelí establece un límite a la cantidad de fuerzas que Egipto puede colocar en la península del Sinaí. Partes de la península están desmilitarizadas a varios grados, especialmente a 20-40 kilómetros de Israel. Israel también aceptó limitar sus fuerzas a menos de 3 kilómetros de la frontera egipcia.[8] Las áreas son monitoreadas por la Fuerza Multinacional de Observadores.[9] Debido a la insurgencia del Sinaí, todas las partes estuvieron de acuerdo y alentaron a Egipto a enviar grandes cantidades de fuerzas militares a la zona, incluidos tanques y helicópteros, para luchar contra grupos islamistas.[10][11][12][13]
- Svalbard: El tratado de Svalbard de 1920, que reconocía la soberanía noruega sobre el territorio, designó la zona como desmilitarizada.[14]
- Frontera sudanesa-sursudanesa: Una zona desmilitarizada de 10 km a lo largo de la frontera entre Sudán y Sudán del Sur.[15][16]
- Zona de amortiguación de las Naciones Unidas en Chipre: El Consejo de Seguridad de las Naciones Unidas creó una zona de amortiguación que separa a la República Turca del Norte de Chipre, autoproclamada e internacionalmente no reconocida, de la República de Chipre. Fue autorizado por la Resolución 186 y es patrullado por la Fuerza de Mantenimiento de la Paz de las Naciones Unidas en Chipre.
- Zona de la Fuerza de las Naciones Unidas de Observación de la Separación: El Consejo de Seguridad de las Naciones Unidas aprobó la creación de una zona desmilitarizada en una parte de los territorios ocupados por Israel de los Altos del Golán en Siria en la Resolución 350 después de la guerra de Yom Kippur. La zona es supervisada por la Fuerza de las Naciones Unidas de Observación de la Separación.
- Fuerza Provisional de las Naciones Unidas para el Líbano: Creada por las Naciones Unidas con la adopción de las Resoluciones 425 y 426 del Consejo de Seguridad, para confirmar la retirada israelí del Líbano que Israel había invadido en 1978, para restablecer la paz y la seguridad internacionales, y ayudar al gobierno del Líbano a restablecer su autoridad efectiva en la zona.[17]

## Antiguas zonas desmilitarizadas
- Se estableció un territorio neutral entre el territorio británico de ultramar de Gibraltar y España después del final del asedio de 1727. Una franja de tierra de 600 toises (unos 1,2 km de largo,[cita requerida] más de dos cañones de distancia entre las armas británicas y españolas, se llamó "el suelo neutral" y se mostró como tal en mapas más antiguos. En 1908, los británicos construyeron una valla en una porción que se decía que era la mitad británica del territorio neutral. España no reconoce la soberanía británica sobre el istmo (incluida la frontera), afirmando que es suelo español. Aunque tanto el Reino Unido como España solían formar parte de la Unión Europea (antes de la salida del Reino Unido), la frontera era una frontera internacional de facto con controles  aduaneros  e inmigración; España no la reconoce formalmente como una "frontera", refiriéndose a ella como una "valla". Cualquiera que sea su nombre, Gibraltar optó por salir de la Unión Aduanera de la Unión Europea y no forma parte del espacio Schengen; la frontera está abierta las 24 horas del día, con derechos de aduana pagaderos sobre las mercancías designadas que entran en España o Gibraltar.
- Renania: El tratado de Versalles designó a Renania como una zona desmilitarizada después de la Primera Guerra Mundial, prohibiendo a la República de Weimar desplegar allí sus fuerzas armadas. Fue reocupada y remilitarizada en 1936 por la Alemania nazi en violación de los tratados internacionales.
- Zona neutral saudí-iraquí: El protocolo de Uqair estableció una zona desmilitarizada entre el Sultanato de Néyed y el Reino de Irak, que en ese momento era un mandato de la Sociedad de Naciones administrado por el Imperio británico. Néyed fue posteriormente incorporado al Reino de Arabia Saudita. La zona fue dividida en 1981, pero el tratado no fue presentado ante las Naciones Unidas. La zona fue finalmente abolida oficialmente durante la guerra del Golfo, cuando Irak y Arabia Saudita cancelaron todos los acuerdos internacionales entre sí.
- Zona neutral saudí-kuwaití: El protocolo de Uqair estableció una zona neutral entre el sultanato de Néyed y el protectorado británico de Kuwait en 1922. Fue dividida de mutuo acuerdo en 1970.
- Israel y Egipto: Después de la guerra árabe-israelí de 1948, una ZDM (la zona de El Auja) fue creada por los Acuerdos de Armisticio de 1949 entre Israel y Egipto.
- Israel y Jordania: 
  - El enclave israelí y el área jordana en el monte Scopus fueron designados como ZDM.
  - El área alrededor del saliente de Latrun.
- Israel y Siria: Después de la guerra árabe-israelí de 1948, tres ZDM fueron creadas por los Acuerdos de Armisticio de 1949 entre Israel y Siria.[18]
- China: El Ejército Imperial Japonés conquistó Manchuria entre septiembre de 1931 y febrero de 1932, cuando proclamaron en la región el estado títere de Manchukuo. En mayo de 1933 concluyó la tregua de Tanggu entre China y Japón, estableciendo una zona desmilitarizada entre Manchukuo y China. En 1937 Japón violó esta tregua con una invasión del resto de China. En 1945, después de la caída del Imperio japonés al final del teatro Asia-Pacífico de la Segunda Guerra Mundial, Manchuria fue reconcorporada a China.
- Zona desmilitarizada de Vietnam: La zona desmilitarizada entre Vietnam del Norte y Vietnam del Sur se estableció en julio de 1954 como resultado de la Conferencia de Ginebra que puso fin a la guerra entre el Viet Minh y Francia. La ZDM en Vietnam se situó oficialmente en el paralelo 17 y terminó en 1976; en realidad, se extendió unos 2 km a ambos lados del río Bḥn Hḥi y de oeste a este desde la frontera de Laos hasta el mar de China Meridional.
- Noruega y Suecia establecieron una zona desmilitarizada de 1 km (1.100 yardas) a cada lado de su frontera después de la disolución de la Unión entre Suecia y Noruega en 1905. La zona fue abolida de mutuo acuerdo en 1993.
- Zona de distensión del Caguán: Entre 1999 y 2002 se estableció una zona desmilitarizada en el sur de Colombia, durante el fallido proceso de paz en el que participaron el gobierno de Andrés Pastrana y las Fuerzas Armadas Revolucionarias de Colombia - Ejército del Pueblo (FARC-EP).
- Cinturón de seguridad en el norte de Siria: Una zona desmilitarizada de 115 km en el norte de Siria a lo largo de partes de la frontera entre Siria y Turquía. Fue establecido entre Turquía y Estados Unidos, ambos aliados de la OTAN, durante la guerra civil siria para evitar enfrentamientos entre las fuerzas kurdas y turcas.[19] La ZDM colapsó en octubre de 2019, después de que Turquía desestimase el acuerdo y Estados Unidos ordenara la retirada de las fuerzas estadounidenses del norte de Siria, permitiendo que la ofensiva turca de 2019 en el noreste de Siria continuara.[20]